# Megapodius
Megapodius Gaimard, 1823 è un genere di uccelli galliformi della famiglia Megapodiidae.

## Tassonomia
Il genere comprende le seguenti specie:
- Megapodius pritchardii G. R. Gray, 1864 - megapodio delle Tonga
- Megapodius laperouse Gaimard, 1823 - megapodio della Micronesia
- Megapodius nicobariensis Blyth, 1846 - megapodio delle Nicobare
- Megapodius cumingii Dillwyn, 1853 - megapodio delle Filippine
- Megapodius bernsteinii Schlegel, 1866 - megapodio delle Sula
- Megapodius tenimberensis P. L. Sclater, 1883 - megapodio delle Tanimbar
- Megapodius freycinet Gaimard, 1823 - megapodio fosco
- Megapodius geelvinkianus A. B. Meyer, 1874 - megapodio di Biak
- Megapodius eremita Hartlaub, 1868 - megapodio della Melanesia
- Megapodius layardi Tristram, 1879 - megapodio delle Vanuatu
- Megapodius decollatus Oustalet, 1878 - megapodio della Nuova Guinea
- Megapodius reinwardt Dumont, 1823 - megapodio piediarancio